# Antonio Chieffo
Antonio Chieffo (Colletorto, 3 luglio 1952) è un politico italiano.

## Biografia
Nato a Colletorto nel 1952, ha militato politicamente nelle file della Democrazia Cristiana, partito con il quale è stato eletto più volte nel consiglio comunale del suo paese natale e al consiglio provinciale di Campobasso. Dal 1980 al 1985 è stato sindaco di Colletorto, mentre dal 1985 al 1987 ha ricoperto l'incarico di assessore provinciale all'ambiente, caccia e pesca. Eletto presidente della Provincia di Campobasso, è rimasto in carica per tre mandati fino al novembre 2001, per un totale di quattordici anni consecutivi.
Passato a Forza Italia, dopo l'esperienza in Provincia è stato eletto al Consiglio regionale del Molise, dove ha ricevuto la nomina di assessore alle infrastrutture, trasporti e lavori pubblici. È stato rieletto in Regione nel 2006 e poi di nuovo nel 2011 per la lista Grande Sud.